# Leatherhead
Leatherhead – miasto w Wielkiej Brytanii, w Anglii, w hrabstwie Surrey, położone nad rzeką Mole. W 2001 r. zamieszkiwało w nim 9685 osób.
W tym mieście ma swą siedzibę klub piłkarski Leatherhead F.C.